# 티앤알바이오팹
티앤알바이오팹(T&R Biofab Co. Ltd.)은 대한민국의 재생의료 기업이다. 3D 바이오프린팅 기술을 활용하여 생분해성 의료기기, 오가노이드, 세포치료제 등을 개발 및 생산한다. 2025년 새로운 형태의 멀티밤 신제품을 개발하고 미국 공급 계약을 체결했다

## 상장
2018년 11월 28일에 공모가 18,000원에 코스닥 시장에 상장하였다.

## 참고문헌
1. ↑  “티앤알바이오팹, 창상피복재 한국젬스 통해 시장 공급”. 《한국경제》. 2024년 1월 5일. 2025년 4월 24일에 확인함.
2. ↑  티앤알바이오팹, 한국젬스와 창상피복재 '써지큐어' 공급계약, 히트뉴스, 2024-01-05
3. ↑  키움증권 기업코멘트 티앤알바이오팹 2022-04-01
4. ↑  티앤알바이오팹-한국젬스, 창상피복재 공급계약 체결, 바이오타임즈, 2024-01-05
5. ↑  머니투데이 2025-03-19